# Tjernobyls kärnkraftverk
Tjernobyls (Tjornobyls) kärnkraftverk (ukrainska: Державне спецiалiзоване пiдприємство "Чорнобильська АЕС") är ett kärnkraftverk i Ukraina. Det ligger nära staden Prypjat, 18 kilometer norr om staden Tjernobyl och 110 km norr om huvudstaden Kiev.
Elproduktionen upphörde i december 2000, men avveckling och rivning är (2020) fortfarande i planeringsstadiet.
Kärnkraftverket är mest känt för Tjernobylolyckan 26 april 1986, då reaktor fyra exploderade och radioaktivt avfall spreds över Europa.

## Historia

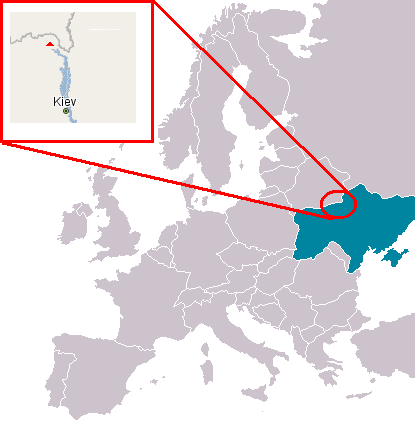
Kärnkraftverkets plats i Ukraina.

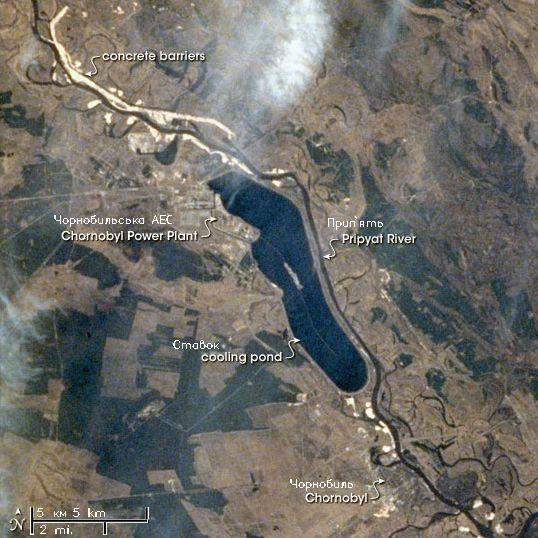
Satellitbild över området.

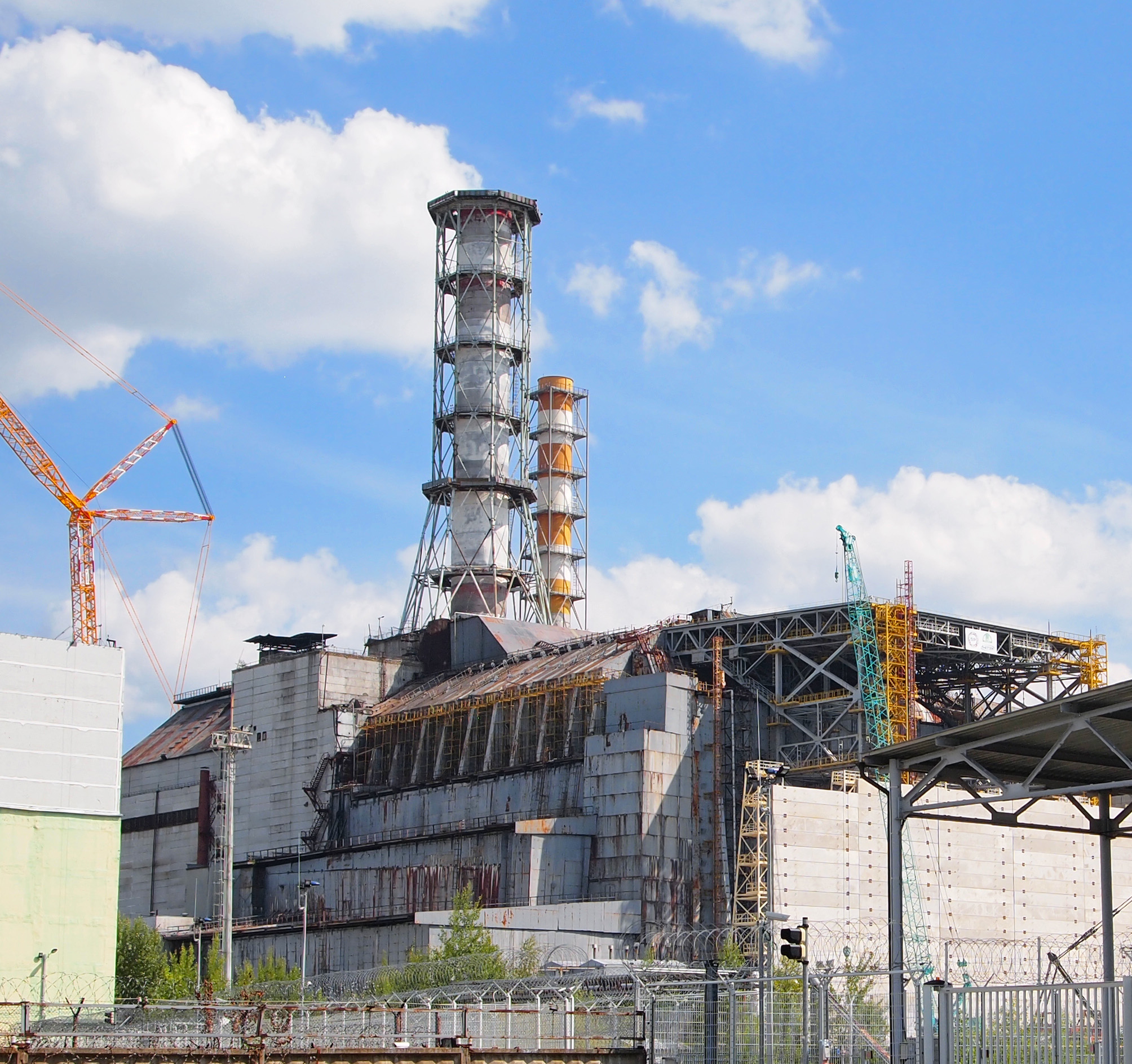
Reaktor 4 inkapslad i betong och stål.

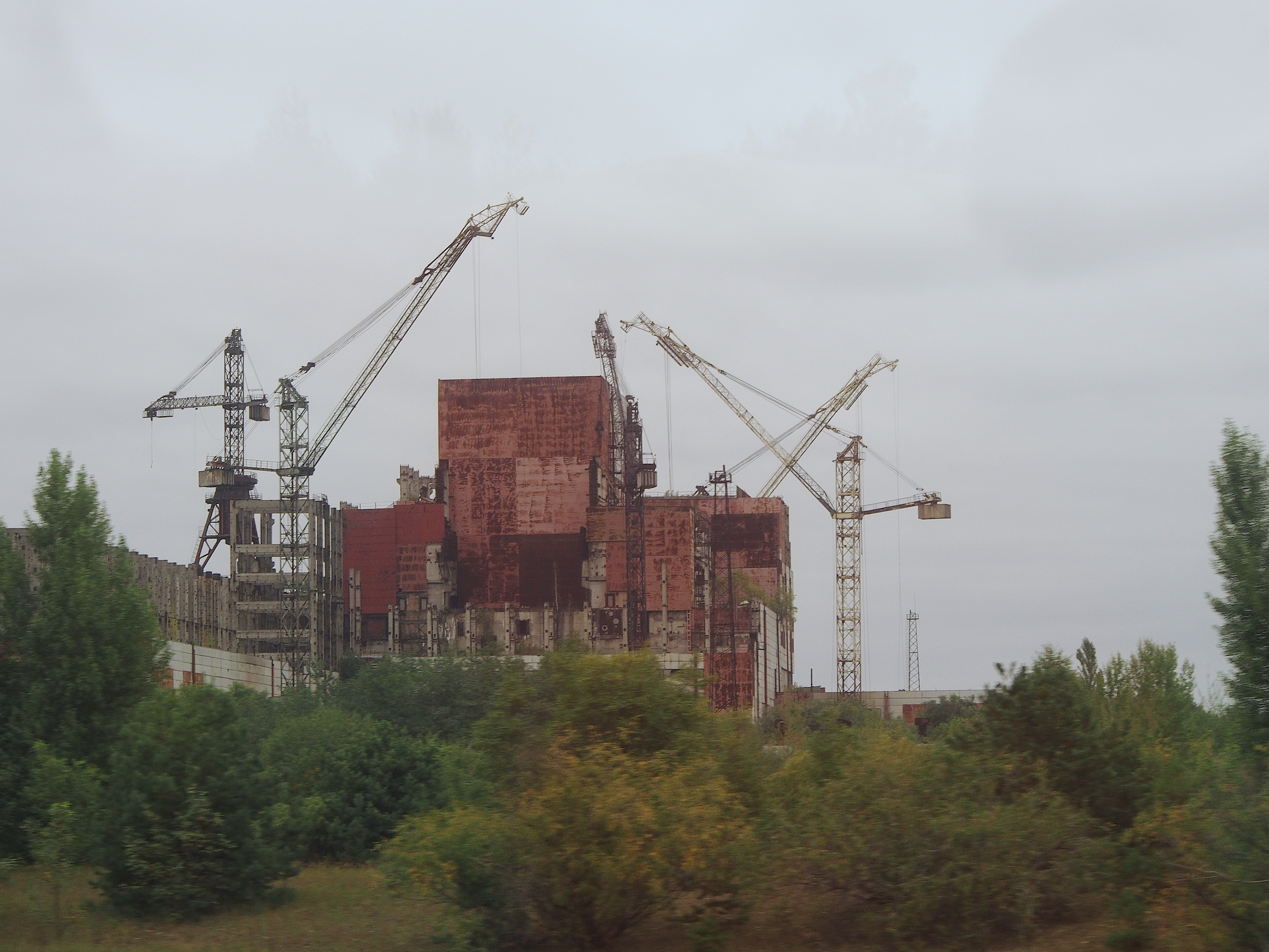
Reaktor 5

1970 började den första reaktorn av typen RBMK-1000 vid Tjernobyl byggas. Reaktor 1 togs i kommersiell drift 1977, och var då den tredje reaktorn i Sovjetunionen av typen RBMK, och den första reaktorn i Ukrainska SSR. Reaktor 2, 3 och 4 vid Tjernobyl färdigställdes 1978, 1981 och 1983.
Vid olyckan 1986 var ytterligare två reaktorer, reaktor 5 och 6 under uppbyggnad, och reaktor 5 var planerad att tas i drift hösten 1986. På grund av olyckan färdigställdes ingen av dessa två reaktorer.

## Reaktorns konstruktion
Reaktorerna är av typen RBMK-1000, där varje bränsleelement omgavs av en trycktub i vilken vatten pumpades in genom bränsleelementet för att börja koka. Varje trycktub var omgiven av grafit, som fungerade som moderator i kedjereaktionen. Vid låga effekter leder denna konstruktion till att reaktorn lätt blev instabil, det vill säga en ökning av effekten leder till att ånghalten ökar, vilket i sin tur leder till ytterligare effektökning, och så vidare. Att en ökad ånghalt leder till ökad effekt, kallas positiv voidkoefficient.

## Olyckor

### 1982
Den 9 september 1982 skedde en mindre härdsmälta i reaktor 1 och radioaktiva gaser läckte ut i atmosfären. Denna händelse tystades dock ned av sovjetiska myndigheter och blev inte känd för allmänheten förrän många år senare. Reaktorn var reparerad och åter i drift efter ungefär åtta månader.[källa behövs]

### 1986
Olyckan inträffade natten till den 26 april 1986 klockan 01:23 när reaktor fyra förstördes genom en explosion som skickade radioaktiva härdrester högt upp i luften som spreds med regnet och vindarna över stora delar av Europa.
Orsaken till olyckan var en kombination av reaktortypens bristfälliga konstruktion och operatörsfel. Operatörerna hade stängt av flera säkerhetssystem, vilket var i strid med gällande regler.
Efter olyckan kapslades reaktorn hjälpligt in i en konstruktion som uppfördes under stark tidspress, den så kallade sarkofagen.

### 1991
Vid en planerad avställning utbröt den 11 oktober 1991 en brand i reaktor 2:s del av turbinhallen. Branden orsakade stora skador på turbinbyggnaden vilket senare ledde till ett beslut om att stänga av reaktorn för gott.

## Nedläggning
Efter Ukrainas självständighet 1991 gjordes ett flertal påtryckningar från västländer om att kärnkraftverket borde stängas av för gott. Så småningom nåddes en överenskommelse med G7-länderna om en avstängning av samtliga reaktorer i Tjernobyl i utbyte mot hjälp med finansiering av två ersättningsreaktorer i Rivne respektive Chmelnitskyj.
Branden som drabbade reaktor 2 i oktober 1991 innebar att önskemålet om avstängning verkställdes utan särskilda åtgärder. På liknande sätt stängdes 1996 reaktor 1 av på grund av åldersskäl och betydande underhållsbehov. Den sista reaktorn i drift (nr 3) stoppades sommaren 1997 för underhåll varvid ett stort antal sprickor i viktiga rörsystem upptäcktes. I väst väcktes förhoppningar om att detta skulle innebära ett definitivt stopp för reaktorn, men efter ett omfattande reparationsarbete kunde reaktorn återstartas i maj 1998. Reaktorn drevs sedan vidare och stängdes av genom ett aktivt beslut den 15 december 2000, enligt en överenskommelse med G7-länderna.

### Ny inkapsling av reaktor 4

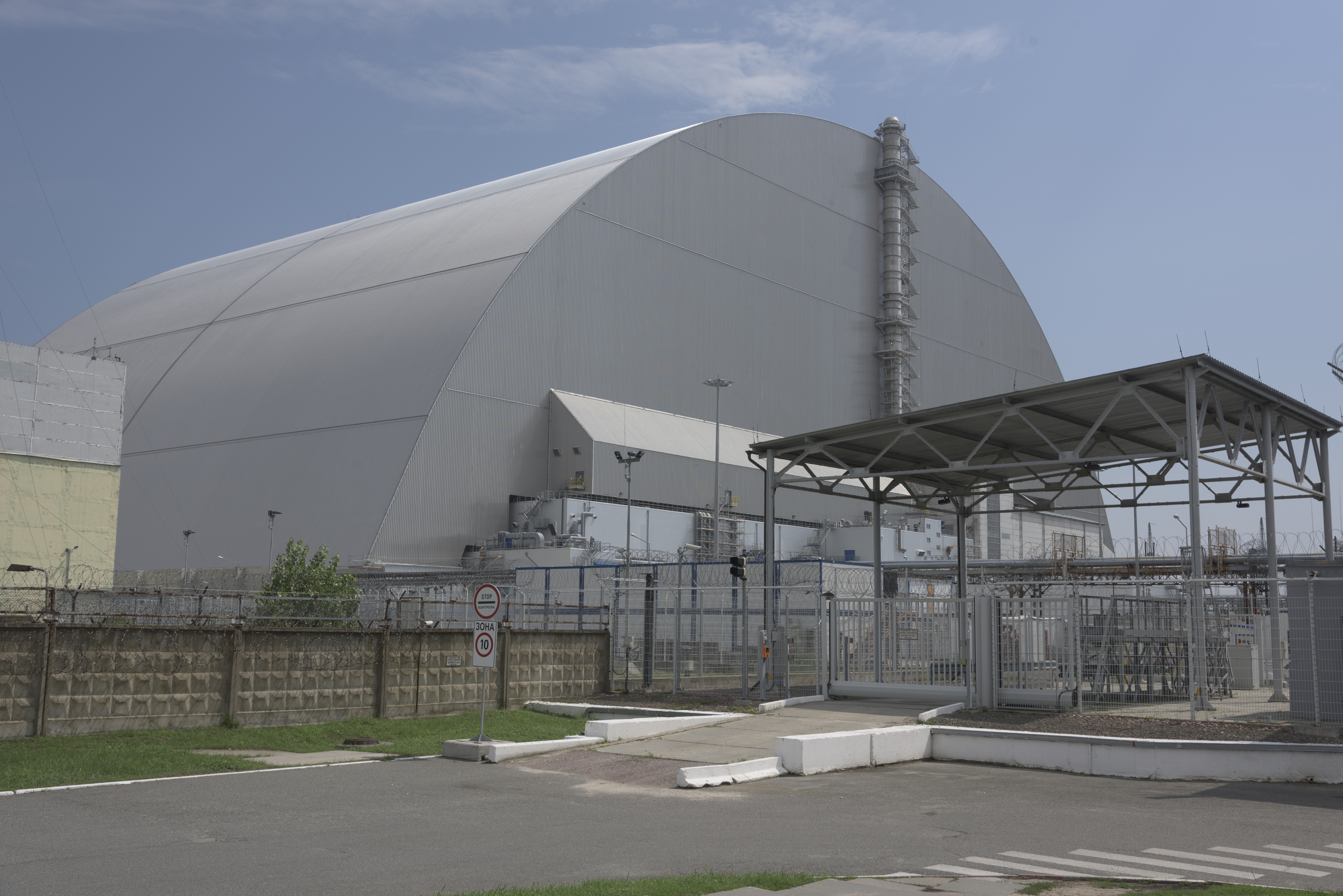
Block 4 och sarkofagen inneslutna i sitt nya skydd.

Den 17 september 2007 meddelade man att ett nytt stålfundament skulle ersätta den hastigt byggda sarkofag som byggdes över reaktorn strax efter katastrofen. Den nya byggnaden sköts på plats i november 2016. Projektet bekostas av European Bank for Reconstruction and Development.

## Tekniska data
| Reaktor     | Reaktortyp | Netto- effekt | Brutto- effekt | Bygg- start | Första nät- anslutning | Kommersiell drift | Ned- stängd | Tömd på bränsle | Notering                             |
| ----------- | ---------- | ------------- | -------------- | ----------- | ---------------------- | ----------------- | ----------- | --------------- | ------------------------------------ |
| Tjernobyl-1 | RBMK-1000  | 725 MW        | 800 MW         | 1970-03-01  | 1977-09-26             | 1978-05-27        | 1996-11-30  | 2005-11         | 1982 smälte delar av härden          |
| Tjernobyl-2 | RBMK-1000  | 925 MW        | 1 000 MW       | 1973-02-01  | 1978-12-21             | 1979-05-28        | 1991-10-11  |                 | Stängd efter en brand i turbinhallen |
| Tjernobyl-3 | RBMK-1000  | 925 MW        | 1 000 MW       | 1976-03-01  | 1981-12-03             | 1982-08-06        | 2000-12-15  | 2007-06         |                                      |
| Tjernobyl-4 | RBMK-1000  | 925 MW        | 1 000 MW       | 1979-04-01  | 1983-12-22             | 1984-03-26        | 1986-04-26  |                 | Exploderade                          |
| Tjernobyl-5 | RBMK-1000  | -             | 1 000 MW       | 1981-12-01  | -                      | -                 | -           |                 | Byggnation avbruten                  |
| Tjernobyl-6 | RBMK-1000  | -             | 1 000 MW       | 1983-12-01  | -                      | -                 | -           |                 | Byggnation avbruten                  |